# 사나다 노부타다
사나다 노부타다(일본어: 真田信尹, 덴분 16년(1547년) ~ 간에이 9년(1632년))는 센고쿠 시대의 무장이다. 다케다 신겐(武田信玄)의 가신인 사나다 유키타카(真田幸隆)의 4남. 형으로 노부쓰나, 마사테루, 마사유키가 있고, 동생으로 다카카쓰가 있다. 아내는 바바 우지카쓰의 딸이다. 아들로 유키마사, 노부카쓰가 있다.

## 생애
어릴 적 이름은 겐지로(源次郎)이다. 관례를 올린 후 이름을 노부마사라고 지었다. 신겐의 명령으로 가즈노 마사요(加津野昌世)의 양자가 되어, 명문가인 가즈노씨의 성을 잇게 되고, 오키노카미(隠岐守)라는 관직명을 자칭하였다. 다케다 가쓰요리의 측근으로서 야리부교(槍奉行; 창에 관련된 업무를 보는 관리)직을 맡았다. 1574년에 아버지 사나다 유키타카가 죽고 그 다음해인 1575년에 「나가시노 전투」에서 형인 노부쓰나와 마사테루가 전사하는 등의 불행을 겪었다. 1582년에 다케다 가문이 멸망하자 다시 사나다라는 성으로 복귀했고, 이름도 노부타다로 바꾸었다. 다케다 종가 멸망후 하나의 독립적인 세력이 된 형 마사유키와는 달리 고 호조씨의 휘하로 들어갔다가, 그 후에 도쿠가와 이에야스를 섬겨, 마사유키와 이에야스 사이를 중재하는 등의 공적을 세웠다. 마사유키의 장남인 노부유키가 도쿠가와 가문의 가신인 혼다 다다카쓰의 딸 고마쓰히메를 아내로 맞은 것도, 노부타다의 노력에 의한 것이다.
일시적으로 아이즈의 영주인 가모 우지사토를 섬기기도 했지만 다시 도쿠가와씨의 직속신하로 복귀했고 하타모토부교가 되어 3천 석의 녹봉을 받았다. 후에 1600년의 「세키가하라 전투」,「오사카 전투」에 참가하여 공훈을 세우고 다시 3천 석의 녹봉을 추가로 받게 된다. 아들인 유키마사(幸政) 이후, 자손은 대대로 하타모토(쇼군의 직속무사)로서 에도 막부가 멸망할 때까지 에도 막부를 섬긴다.
오사카 전투에서 노부타다의 조카인 노부시게가 도요토미 진영에 참가하자, 이에야스의 명으로 노부타다는 '시나노 지방에 10만석의 영지를 주는' 조건으로 노부시게에게 도요토미 진영에서 이탈할 것을 권유하였으나, 노부시게는 이를 일축했다고 하는 일화가 있다. 또, 노부시게의 수급 확인(전장에서 얻은 적장의 목이 진짜 적장의 목인지 다른 사람의 목인지를 적장의 얼굴을 아는 사람이 확인하는 것)을 했던 것도 노부타다였다고 한다.

## 같이 보기
- 사나다씨